# Corinne Niogret
Pour les articles homonymes, voir Niogret.
Corinne Niogret, née le 20 novembre 1972 à Nantua (Ain), est une biathlète française. Elle fait partie de la première équipe féminine championne olympique de relais en 1992, avant de remporter deux titres mondiaux sur l'individuel 1995 et 2000 et terminer une fois troisième de la Coupe du monde, où elle signe huit succès au total.

## Biographie

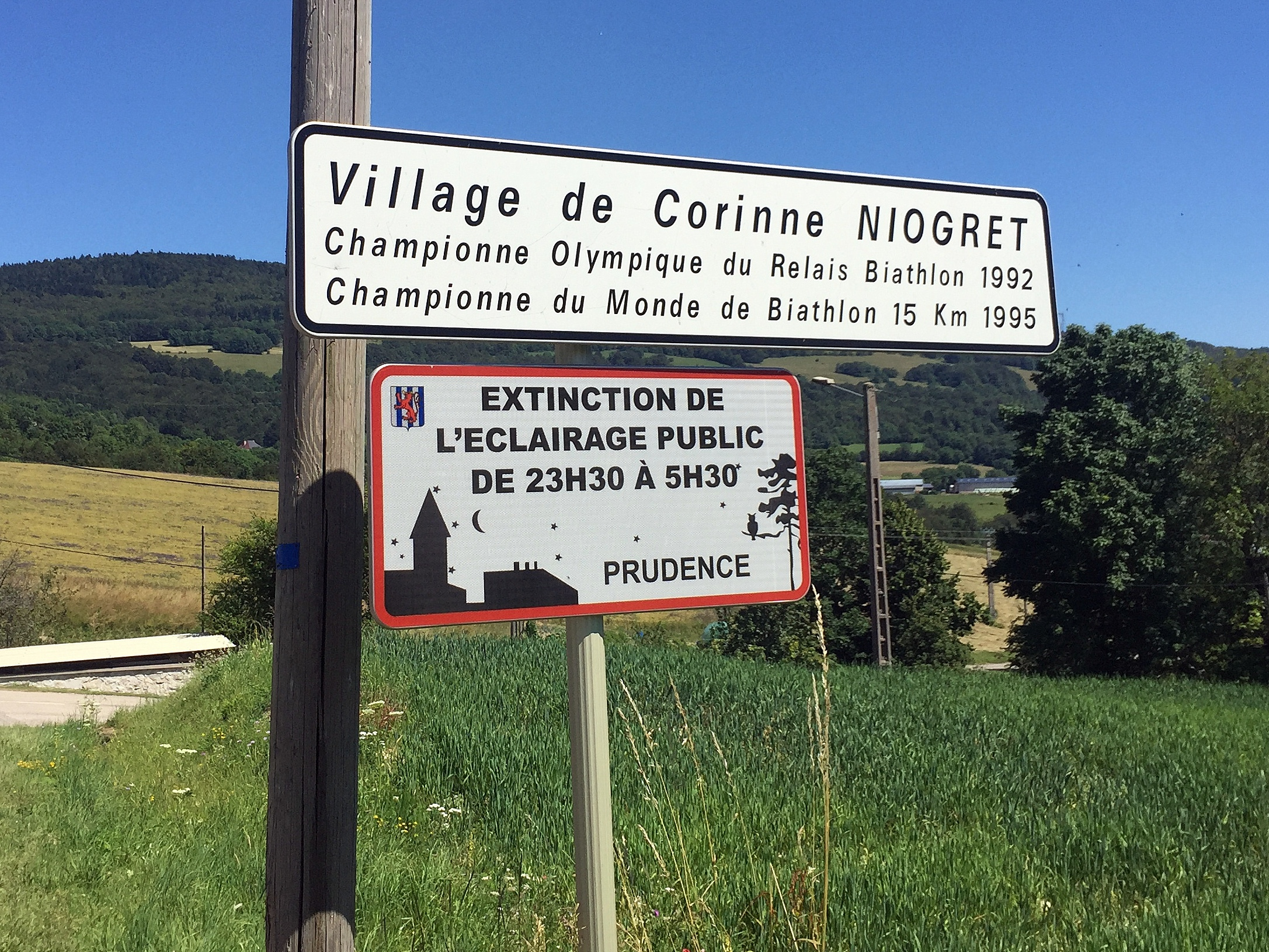
Panneau rendant hommage à Corinne Niogret à l'entrée du Petit-Abergement.

Elle commence sa carrière sportive dans le ski de fond, mais se redirige vers le biathlon en 1988.
Membre du club de ski des Douanes, Corinne Niogret est intégrée à l'équipe de France dès le début des années 1990, prenant part à la Coupe du monde pour la première fois en décembre 1989 à Obertauern. Elle enregistre son premier résultat significatif en 1991 à Ruhpolding, où elle est cinquième d'un individuel, avant de participer aux Championnats du monde à Lahti, où elle est notamment quatrième du relais.
Après ses deux premières victoires en relais dans la Coupe du monde à Fagernes et Antholz, elle remporte le titre de championne olympique de relais à Albertville en 1992 avec Véronique Claudel et Anne Briand, coéquipières avec qui elle a passé trois mois en phase de préparation, tandis qu'elle est septième de l'individuel et 17e du sprint. Lors de l'édition 1994 des Jeux olympiques à Lillehammer, elle est médaillée de bronze dans le relais et cinquième de l'individuel, son meilleur résultat individuel dans les Jeux olympiques. Entre-temps, la biathlète grimpe dans les classements, grâce à des podiums individuels, son premier étant obtenu à Pokljuka en ouverture de la saison 1992-1993, où elle gagne aussi son premier titre de championne du monde à la course par équipes à Borovets avec Nathalie Beausire, Delphyne Burlet et Anne Briand.
En 1995, elle devient championne du monde de l'individuel, douze secondes devant Uschi Disl, avec une faute chacune au tir et récolte trois autres médailles, ainsi que double championne d'Europe sur le sprint et le relais au Grand-Bornand. En 1998, après une victoire au sprint de Pokljuka (sa deuxième en Coupe du monde), elle devient vice-championne de la poursuite au même endroit, épreuve non courue aux Jeux olympiques de Nagano cette année. À ces Jeux, elle échoue à obtenir de top dix en individuel et est huitième en relais. En 1999, elle ajoute deux victoires à Antholz à son palmarès et une médaille d'argent aux Championnats du monde sur l'individuel disputé à Oslo.
Déjà dans le top cinq du classement général pendant trois années de suite, elle améliore ce bilan avec une troisième place en 2000, à l'issue d'une saison qui la voit s'imposer à Hochfilzen, puis lors des Championnats du monde à Oslo, sur l'individuel, cinq ans après son précédent titre, déjà obtenu dans la spécialité en devançant Shumei Wu et Magdalena Forsberg grâce à un sans faute au tir. Constante, Niogret gagne de nouveau deux courses de Coupe du monde la saison suivante à Hochfilzen et Antholz et la médaille d'argent de la poursuite (derrière Liv Grete Skjelbreid) aux Championnats du monde à Pokljuka, qui est son dernier podium en grand championnat.
Lors des trois hivers suivants, les résultats sont en baisse, Corinne Niogret obtenant seulement un dernier podium individuel sur la mass start d'Antholz en 2003. Aux Jeux olympiques de Salt Lake City en 2002, elle finit notamment neuvième du sprint.
Elle prend sa retraite sportive internationale en 2004, après une dernière participation aux Championnats du monde. Elle s'engage ensuite dans des épreuves marathon de ski de fond, telles que la Transjurassienne, qu'elle gagne en 2005. Niogret ensuite est impliquée dans l'organisation des circuits nationaux de ski de fond jusqu'en 2011, lorsqu'elle est chargée de l'entraînement de l'équipe de France féminine de fond chez les juniors, poste qu'elle occupe deux années.
Elle travaille désormais à Sakata Vegetables, à Uchaud.

## Palmarès

### Jeux olympiques d'hiver

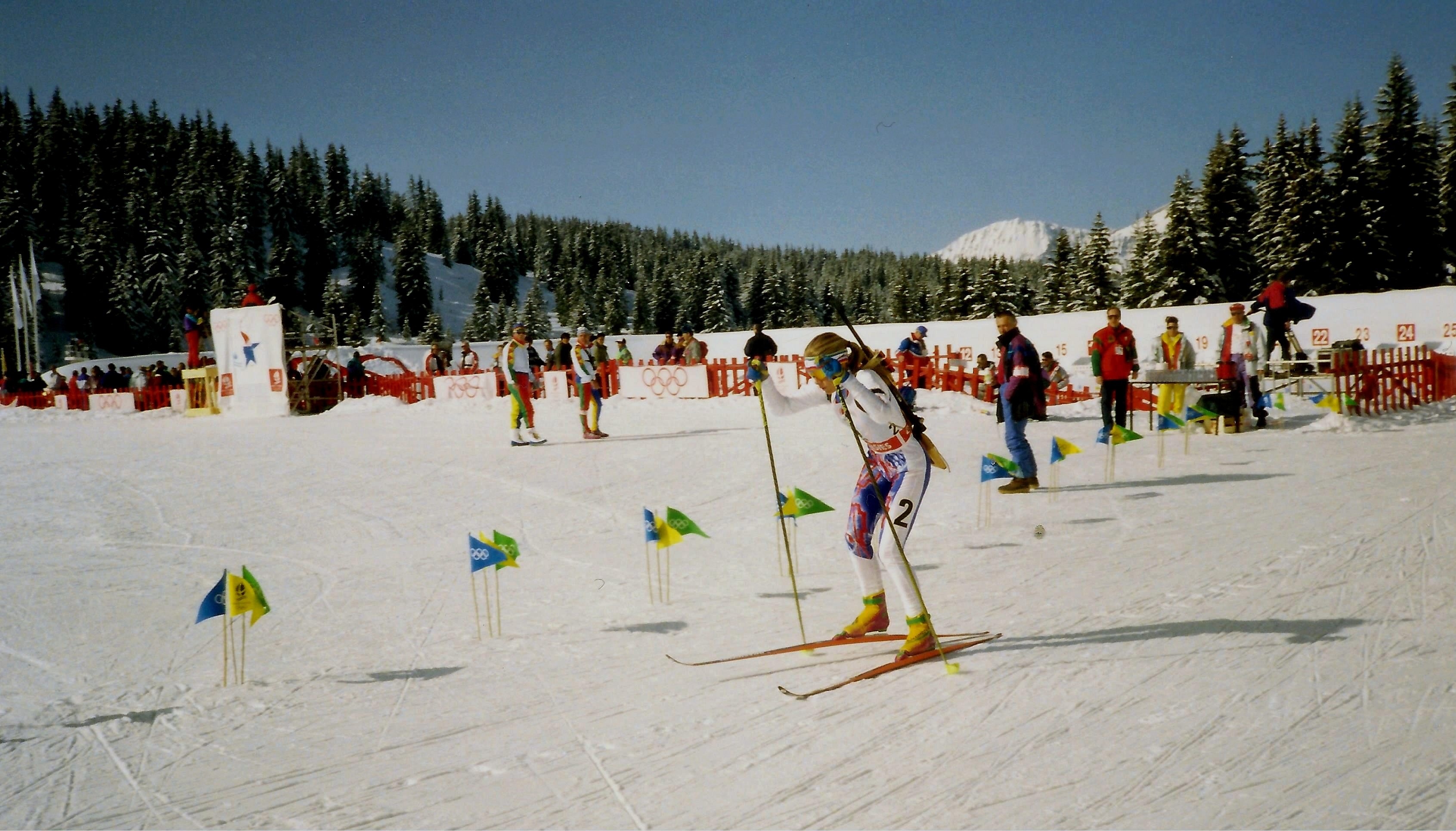
Corinne Niogret lors du 15 km dames des J.O. d'Albertville, le 19 février 1992.

| Édition / Épreuve | Lieu           | Individuel | Sprint | Poursuite                        | Relais                              |
| ----------------- | -------------- | ---------- | ------ | -------------------------------- | ----------------------------------- |
| JO 1992           | Albertville    | 7e         | 17e    | Épreuve inexistante à cette date | Médaille d'or, Jeux olympiques      |
| JO 1994           | Lillehammer    | 5e         | 27e    | Épreuve inexistante à cette date | Médaille de bronze, Jeux olympiques |
| JO 1998           | Nagano         | 16e        | 25e    | Épreuve inexistante à cette date | 8e                                  |
| JO 2002           | Salt Lake City | 21e        | 9e     | 27e                              | 9e                                  |

### Championnats du monde
| Édition | Lieu                | Individuel               | Sprint                    | Poursuite                        | Mass start                       | Relais                    | Par équipes                      |
| ------- | ------------------- | ------------------------ | ------------------------- | -------------------------------- | -------------------------------- | ------------------------- | -------------------------------- |
| 1993    | Borovetz            | —                        | —                         | Épreuve inexistante à cette date | Épreuve inexistante à cette date | Médaille d'argent, monde  | Médaille d'or, monde             |
| 1994    | Canmore             | JO Lillehammer           | JO Lillehammer            | Épreuve inexistante à cette date | Épreuve inexistante à cette date | JO Lillehammer            | Médaille de bronze, monde        |
| 1995    | Antholz-Anterselva  | Médaille d'or, monde     | Médaille de bronze, monde | Épreuve inexistante à cette date | Épreuve inexistante à cette date | Médaille d'argent, monde  | Médaille de bronze, monde        |
| 1996    | Ruhpolding          | 42e                      | 7e                        | Épreuve inexistante à cette date | Épreuve inexistante à cette date | Médaille d'argent, monde  | Médaille de bronze, monde        |
| 1998    | Pokljuka Hochfilzen | JO Nagano                | JO Nagano                 | Médaille d'argent, monde         | Épreuve inexistante à cette date | JO Nagano                 | 5e                               |
| 1999    | Kontiolahti Oslo    | Médaille d'argent, monde | 35e                       | 32e                              | 19e                              | Médaille de bronze, monde | Épreuve inexistante à cette date |
| 2000    | Oslo Holmenkollen   | Médaille d'or, monde     | 12e                       | 13e                              | Médaille de bronze, monde        | 4e                        | Épreuve inexistante à cette date |
| 2001    | Pokljuka            | 19e                      | 5e                        | Médaille d'argent, monde         | 16e                              | 5e                        | Épreuve inexistante à cette date |
| 2003    | Khanty-Mansiysk     | 10e                      | 31e                       | 26e                              | 23e                              | 5e                        | Épreuve inexistante à cette date |
| 2004    | Oberhof             | 38e                      | 34e                       | 20e                              | —                                | 5e                        | Épreuve inexistante à cette date |

Légende :
-  : épreuve inexistante ou absente du programme
- — : N'a pas participé à cette épreuve

### Coupe du monde
Son meilleur résultat au classement général de Coupe du monde de biathlon est une troisième place en 1999-2000.
Individuellement, elle remporte 37 podiums dont huit victoires, treize deuxièmes places et seize troisièmes places. Collectivement, elle compte douze victoires en relais et une par équipes.
| Saison    | Individuel | Sprint | Poursuite                        | Départ en masse                  | Général |
| --------- | ---------- | ------ | -------------------------------- | -------------------------------- | ------- |
| 1990-1991 | ?          | ?      | Épreuve inexistante à cette date | Épreuve inexistante à cette date | 37e     |
| 1991-1992 | ?          | ?      | Épreuve inexistante à cette date | Épreuve inexistante à cette date | 22e     |
| 1991-1992 | ?          | ?      | Épreuve inexistante à cette date | Épreuve inexistante à cette date | 7e      |
| 1993-1994 | ?          | ?      | Épreuve inexistante à cette date | Épreuve inexistante à cette date | 15e     |
| 1994-1995 | ?          | 5e     | Épreuve inexistante à cette date | Épreuve inexistante à cette date | 4e      |
| 1995-1996 | ?          | 5e     | Épreuve inexistante à cette date | Épreuve inexistante à cette date | 11e     |
| 1996-1997 | 5e         | 10e    | 6e                               | Épreuve inexistante à cette date | 5e      |
| 1997-1998 |            | 3e     | 3e                               | Épreuve inexistante à cette date | 4e      |
| 1998-1999 | 4e         | 4e     | 4e                               | 5e                               | 4e      |
| 1999-2000 | 2e         | 4e     | 2e                               | 7e                               | 3e      |
| 2000-2001 | 2e         | 5e     | 4e                               | 10e                              | 4e      |
| 2001-2002 | 28e        | 19e    | 22e                              | 35e                              | 23e     |
| 2002-2003 | 7e         | 29e    | 21e                              | 5e                               | 16e     |
| 2003-2004 | 22e        | 34e    | 32e                              | 18e                              | 30e     |

Légende :
-  : épreuve inexistante à cette date

| Saison / Épreuve | Individuel                                 | Sprint                   | Poursuite                | Mass start               | Total |
| ---------------- | ------------------------------------------ | ------------------------ | ------------------------ | ------------------------ | ----- |
| 1994-1995        | Antholz-Anterselva (ITA) (Champ. du monde) |                          |                          |                          | 1     |
| 1997-1998        |                                            | Pokljuka (SLO)           |                          |                          | 1     |
| 1998-1999        |                                            | Antholz-Anterselva (ITA) | Antholz-Anterselva (ITA) |                          | 2     |
| 1999-2000        | Oslo Holmenkollen (NOR) (Champ. du monde)  |                          | Hochfilzen (AUT)         |                          | 2     |
| 2000-2001        | Antholz-Anterselva (ITA)                   |                          |                          | Antholz-Anterselva (ITA) | 2     |
| Total            | 3                                          | 2                        | 2                        | 1                        | 8     |

### Autres
- 2 fois championne d'Europe en 1995.
- 22 fois championne de France[1].
- Vainqueur de la Transjurassienne 2005.

Elle a participé à l'émission Fort Boyard en 2003.

## Décorations
Médaille d'honneur des douanes (2006).